# گابریلا پالوتا
گابریلا پالوتا (ایتالیایی: Gabriella Pallotta؛ زادهٔ ۶ اکتبر ۱۹۳۸) یک هنرپیشه اهل ایتالیا است.

## فیلم شناسی
- سقف (۱۹۵۶)
- دکتر و شفا دهنده(۱۹۵۷)
- آنا از بروکلین(۱۹۵۸)
- دوشیزه، دزد و نگهبان (۱۹۵۸)
- شوالیه‌های جهنم (۱۹۵۹)
- بدترین راه (۱۹۶۱)
- مغول‌ها (۱۹۶۱)
- کبوتری که رم را گرفت (۱۹۶۲)
- قهرمان رم(۱۹۶۴)
- کتاب مقدس: در آغاز ...(۱۹۶۶)
- تکل(۱۹۷۴)